# Симаргл
Сима́ргл, Семаргл (староцерк.-слов. Симарьглъ, Семарьглъ, Сѣмарьглъ)  — божество пантеону Київської Русі з не цілком ясними функціями. Найчастіше його зображали у вигляді крилатого собаки. Входив до числа шести божеств, ідоли яких були встановлені в Києві за князя Володимира у 980 році — відразу після Стрибога і перед Мокошшю.

## Етимологія
Згідно з гіпотезою Камілли Тревер, ім'я та образ Симаргла — іранське запозичення, походить від міфічного птаха Сенмурва. Функцією його було сполучення між світами.
Алесандер Брюкнер пов'язував ім'я божества з житом (старопольське reż, російське рожь, польське rżysko, литовське rugis).

## Писемні згадки
Симаргл згадується в «Повісті минулих літ» поміж богів, яким князь Володимир Великий встановив ідоли в Києві у 980 році.
У «Слові христолюбця» міститься докір християнам, які вірять у «Сима і Ргла». Такий поділ імені на два свідчить, що переписувачі вже не розуміли, хто такий Симаргл.

## Культ Симаргла
Його зображення у вигляді напівпса-напівптаха у XII—XIII ст. було на Русі дуже популярним як на імпортованих товарах, так і у власному декоративному мистецтві. Він поставав стражником дерева життя, часом постаючи як два персонажа, що оточують дерево. Його зображення на кераміці ІХ-Х ст. знайдено в Ґнєздові (Силезія).

## Трактування образу
Борис Рибаков убачав у Симарглі божество насіння, ростків і коренів злаків, посланця богів, можливо, пов'язаного з Мокошею. Вигляд Симаргла в мистецтві Рибаков описував як «собако-птаха» чи грифона. З часом Симаргла замінив Переплут, споріднений з литовським Пергрубієм — «розмножником рослин».
Володимир Гнатюк припускав, що Симаргл міг бути запозиченням, яке відбулося незадовго до прийняття на Русі християнства
Згідно з Александром Ґейштором, образ Симаргла на Русі міг дублювати магічний віщий птах Паскудь, доставник поганих новин, запозичений із осетинських переказів. Імовірно, що Симаргла запозичили на Русі від сарматів у перших століттях нової ери.

## В сучасній українській культурі

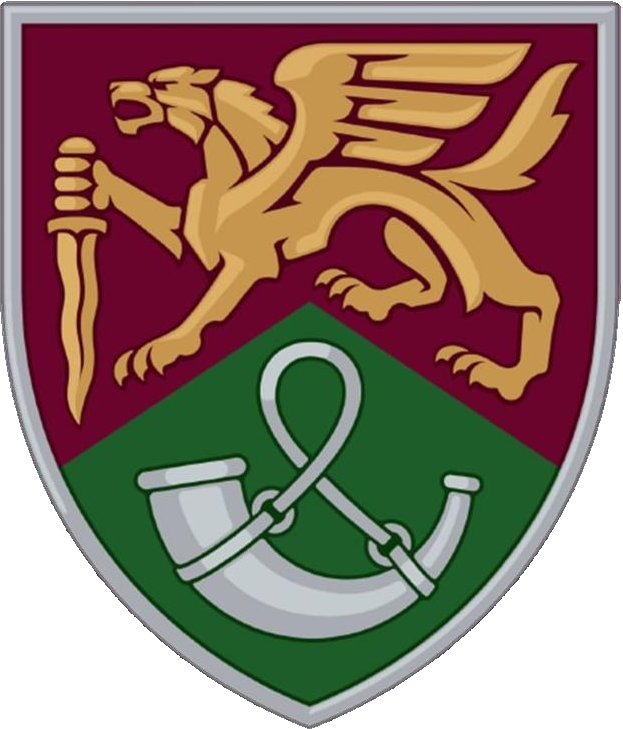
Нарукавний знак 71 окремої єгерської бригади

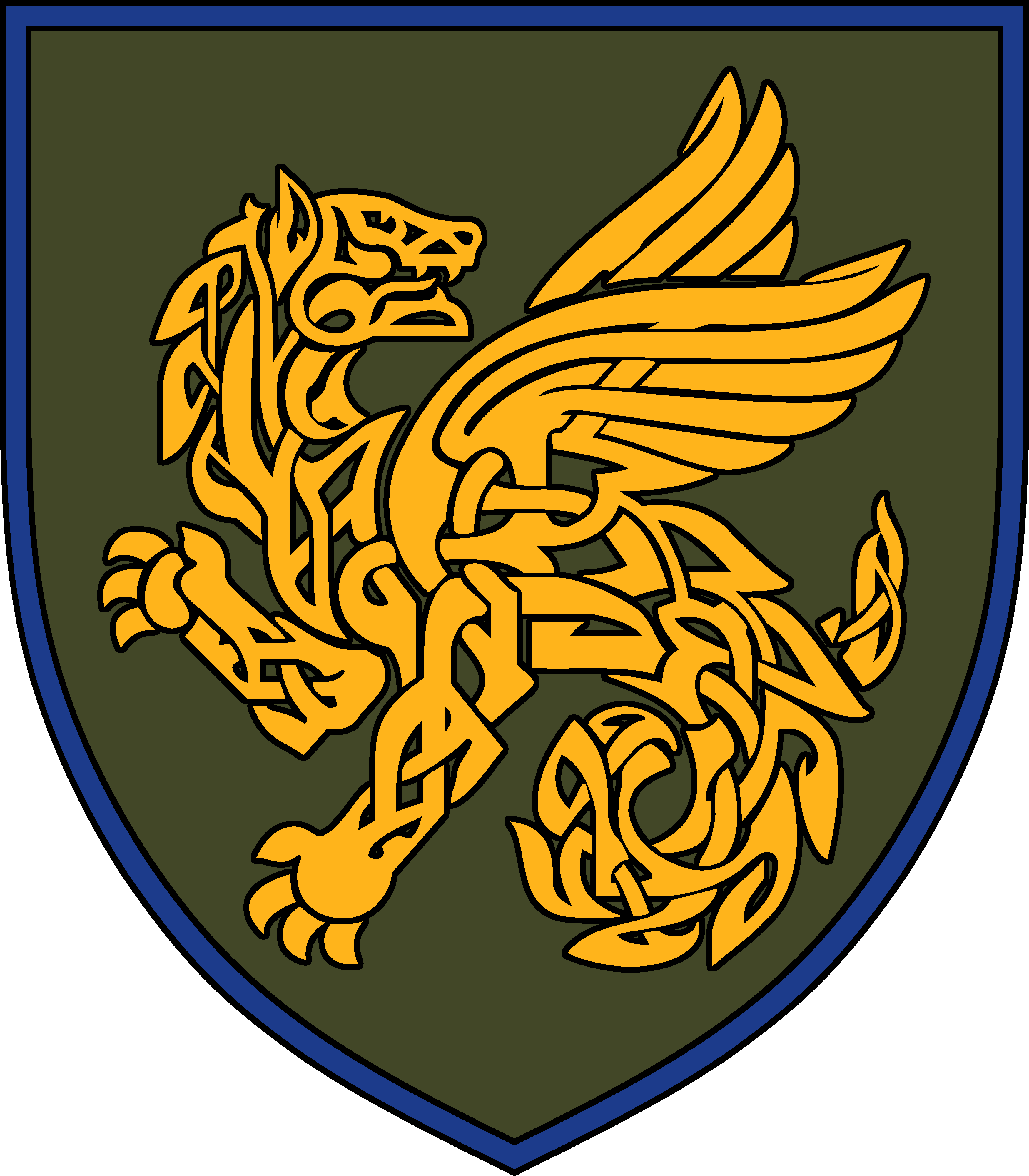
Нарукавний знак 158-ї механізованої бригади

Симаргл є центральним елементом нарукавного знаку 71-ї окремої єгерської бригади та 158-ї окремої механізованої бригади